# Sándor József (politikus, 1911–1985)
Sándor József, születési nevén Rosenberger József (Budapest, 1911. február 11. – Budapest, 1985. augusztus 21.) politikus.

## Életpályája
Rosenberger Salamon (1870–1944) cipészmester és Klein Regina (1886–1944) gyermekeként született. A négy polgári elvégzése után kitanulta a szűcs szakmát. 1928-ban, segédlevele megszerzésekor belépett a Magyarországi Bőripari Munkások Szövetségébe. Két évvel később csatlakozott a Magyarországi Szociáldemokrata Párthoz. 1932-ben kapcsolódott be az illegális kommunista mozgalomba. 1934-től a Kommunista Ifjúmunkások Magyarországi Szövetsége rákospalotai titkára volt, s tagja lett az MSZDP Országos Ifjúsági Bizottságának is. 1936-ban kommunista tevékenység miatt kizárták az MSZDP-ből, ugyanabban az évben a kommunista párttal is megszakadt a kapcsolata. 1937-től önálló szűcsmesterként dolgozott Rákospalotán. 1938. február 5-én az Erzsébetvárosban házasságot kötött Smilovits Hirs és Snábel Chava lányával, Jankával (1912–2006). A háború kitörése után illegalitásba vonult, azonban a lebukást nem kerülhette el és 1942-ben büntetőszázadba került. 1944-ben megszökött alakulatától, s a háború végéig bujkált. A nyilasuralom idején részt vett az újpesti nemzeti ellenállási mozgalomban. Apját elhurcolták, anyja belehalt az őt ért megpróbáltatásokba.
1945-től a Magyar Kommunista Párt politikai munkatársa, 1946 és 1948 között rákospalotai szervezetének titkára volt. Pártja jelöltjeként 1945-ben tagja lett a Rákospalotai Nemzeti Bizottságnak, majd a helyi képviselő-testületnek, 1947–1949 között utóbbi elnökeként működött. 1948 júliusában az SZDP-nek az MKP-ba olvasztásával létrejött Magyar Dolgozók Pártja Központi Vezetősége Párt- és Tömegszervezetek Osztályára helyezték instruktornak. 1949–1950-ben az MDP egyéves pártiskoláján tanult, majd főinstruktorként visszakerült korábbi osztályára. 1951 márciusa és 1954 májusa között az MDP KV póttagja volt. 1954 júliusában kinevezték a KV Pártgazdasági és Ügykezelési Osztálya helyettes vezetőjévé, majd 1955 novemberétől 1956 októberéig osztályvezetővé. 1956-ra elvégezte a Marx Károly Közgazdaság-tudományi Egyetemet.
Az 1956-os forradalom leverése után csatlakozott a Kádár-féle vezetéshez. Tagja lett a forradalom idején szétesett MDP utódaként megalakított Magyar Szocialista Munkáspárt Ideiglenes Központi Bizottságának (1957 júniusától Központi Bizottság), s a Pártgazdasági Osztály vezetőjeként bekerült a pártszervezést irányító Szervező Bizottságba. 1957. február 26-án a Szervező Bizottságot a Titkárság felállítása miatt megszüntették, Sándor ugyanazon a napon Németi Józseftől átvette a Párt- és Tömegszervezetek Osztálya vezetését. 1957 decemberétől a KB mellett működő Pártépítési Elméleti Munkaközösség titkára, 1960 februárjától 1966-ig elnöke, 1959. február–1960. január között a KB Mezőgazdasági Bizottsága tagja volt. 1958 novemberében országgyűlési képviselővé választották, mandátumát élete végéig megtartotta.
1963 decemberétől 1977 áprilisi nyugalomba vonulásáig az MSZMP KB Irodáját vezette. Aczél György és Biszku Béla mellett az 1970-es évek végéig Kádár legszűkebb informális köréhez tartozott. Bizalmi helyzeténél fogva pozíciójánál lényegesen nagyobb befolyással rendelkezett a pártban, amellyel rendszeresen élt is. A pártvezetésen belül – Aczéllal együtt – a Rákosi-kérdés felelősének számított. 1962 augusztusában ő közölte Rákosival Krasznodarban, hogy kizárták a pártból.
Nyugdíjasként az 1980-as évek elején a Minisztertanács Kivételes Ellátások Bizottsága titkáraként tevékenykedett.
A Fiumei úti sírkert Munkásmozgalmi Panteonjában nyugszik.

## Főbb művei
- A novemberi választások után (Társadalmi Szemle, 1958. 12.)
- Az alapszervezeti vezetőválasztások tapasztalatai (Társadalmi Szemle, 1959. 11.)
- Pártunk szervezeti fejlődésének néhány kérdése (Társadalmi Szemle, 1961. 6.)
- A szövetségi politika néhány időszerű kérdése (Társadalmi Szemle, 1962. 6.)

## Díjai, elismerései
- Magyar Szabadság Érdemrend ezüst fokozata (1948)[5]
- Magyar Népköztársasági Érdemrend (1950, 1951)
- Magyar Köztársasági Érdemrend kiskeresztje (1949)[6]
- Munka Érdemrend (1955, 1960)[7]
- Munkás-paraszt Hatalomért Emlékérem (1958)[8]
- A Munka Vörös Zászló Érdemrendje (1961, 1977)[9][10]
- Munka Érdemrend arany fokozata (1965, 1968)[11]
- Szocialista Hazáért Érdemrend (1967)
- Felszabadulási Jubileumi Emlékérem (1970)